# Asat Nurghalijew
Asat Malikuly Nurghalijew (kasachisch Азат Маликұлы Нұрғалиев Azat Malikūly Nūrğaliev, russisch Азат Маликович Нургалиев Asat Malikowitsch Nurgalijew; * 30. Juni 1986 in Schymkent) ist ein kasachischer ehemaliger Fußballnationalspieler.

## Karriere

### Verein
Asat Nurghalijew begann seine Karriere 2003 bei Aksu Kent. 2004 wechselte er für zwei Spielzeiten zu Ordabassy Schymkent. Von 2006 bis 2010 stand er beim Ligarivalen Tobol Qostanai unter Vertrag. 2011 kehrte er nach Schymkent zurück. 2016 wurde für sechs Monate an den FK Astana verliehen und im Januar 2018 ganz an Tobol Qostanai verkauft.

### Nationalmannschaft
Asat Nurghalijew spielt seit 2009 für die kasachische Fußballnationalmannschaft und kommt auf bisher 39 Länderspiele, in denen er drei Tore erzielen konnte.

## Erfolge
- Kasachischer Meister: 2010, 2016, 2021
- Kasachischer Fußballpokalsieger: 2007, 2011